# Antônio Gonçalves Gomide
Antônio Gonçalves Gomide (Piranga, Minas Gerais, c. 1770 — 26 de fevereiro de 1835) foi um psiquiatra e político brasileiro.
Foi senador do Império do Brasil, de 1826 a 1835.
Casou com Mariana Florinda (descendente do Barão de Cocais) e teve com ela 7 filhos, sendo apenas 1 homem: Emilio Gomide Pinto Coelho.

## Biografia
Antônio Gonçalves Gomide nasceu em 1 de janeiro de 1770, filho de mineiros distintos. O seu local de nascimento é desconhecido, aparece descrito como sendo "na região de Mato Dentro", sendo, provavelmente, na freguesia de Guarapiranga. Realizou seus estudos iniciais no Seminário Menor de Mariana, diplomando-se, posteriormente, em Direito e Medicina, respectivamente, pela Universidade de Coimbra (Portugal) e pela Universidade de Edimburgo (Escócia).
Fixou-se inicialmente em Minas Gerais, clinicando em Caeté e Itabira. Tendo sido vereador da Câmara de Caeté, em 1801. Em seguida assumiu o cargo de capitão da ordenança, e de tabelião, no Rio de Janeiro. Ficou circulando entre as duas capitanias, até pelo menos 1808. Com a vinda da família real para o Brasil, tornou-se procurador por Minas Gerais, para a cerimônia real do beija-mão. Nessa época recebeu a Ordem de Cristo.
Por ter vivido na Europa, tornou-se um indivíduo de mente aberta, e interessado pela corrente intelectual iluminista, predominante no Velho Mundo. Por esse motivo, recebeu dois curiosos avisos. Em março de 1809, D. João solicitou que o governador da capitania, Pedro Xavier de Ataíde e Melo, o Visconde de Condeixas, chamasse Gomide a sua presença, para que fosse feito a repressão por ler livros proibidos pela mesa censória.
Mesmo com esse aviso, conseguiu se lançar na carreira política. Durante a Constituinte de 1823 foi deputado pela provincia de Minas Gerais. Nesse contexto, apresentou uma emenda para a criação de três Universidades no território nacional: uma em Olinda, outra em São Paulo, e uma terceira em Minas Gerais. A constituição não seguiu em frente, D. Pedro I fechou a constituinte e outorgou, no ano seguinte, a Constituição do Império. Mesmo com a negativa, o seu nome é ligado a História da fundação da Escola de Minas, em Ouro Preto.
Em 22 de janeiro de 1826 foi eleito senador do Império pela província de Minas Gerais, cargo vitalício, que permaneceu até o seu falecimento, em 26 de fevereiro de 1835. No que diz respeito a sua atuação, destaca-se as comissões de Saúde Pública e Instrução Pública. Gomide desejava sintonizar os padrões brasileiros ao ambiente ilustrado, desenvolvido, europeu. Votou contra a destituição de José Bonifácio como tutor de D. Pedro II, sendo um aliado do mesmo na corte.

## Produção intelectual
Publicou em 1814, a monografia “Impugnação analítica ao exame feito pelos clínicos Antônio Pedro de Souza e Manoel Quintão da Silva, em uma rapariga que julgaram Santa, de nome irmã Germana, na Capela de N. Senhora da Piedade da Serra, próxima da Vila Nova da Rainha de Caeté, Comarca de Sabará, oferecida ao Dr. Manuel Vieira da Silva”. Esse é o primeiro documento de natureza psiquiátrica do Brasil, tendo sido definido por Saint-Hilaire como “cheio de ciência e de lógica”.
Também publicou “Máximas Morais”, coletadas pela sua neta Emília Augusta Gomide Penido, em 1876; e “Memórias”, em 1814.

## Homenagens
É patrono da cadeira 17, da Academia Mineira de Minas Gerais.